# Saint-Saphorin
Saint-Saphorin (ufficialmente Saint-Saphorin (Lavaux), toponimo francese) è un comune svizzero di 393 abitanti del Canton Vaud, nel distretto di Lavaux-Oron.

## Geografia fisica
Saint-Saphorin è affacciato sul lago di Ginevra.

## Storia
Dal suo territorio nel 1808 fu scorporata la località di Chexbres e nel 1810 quelle di Puidoux e Rivaz, divenute comuni autonomi.

## Monumenti e luoghi d'interesse

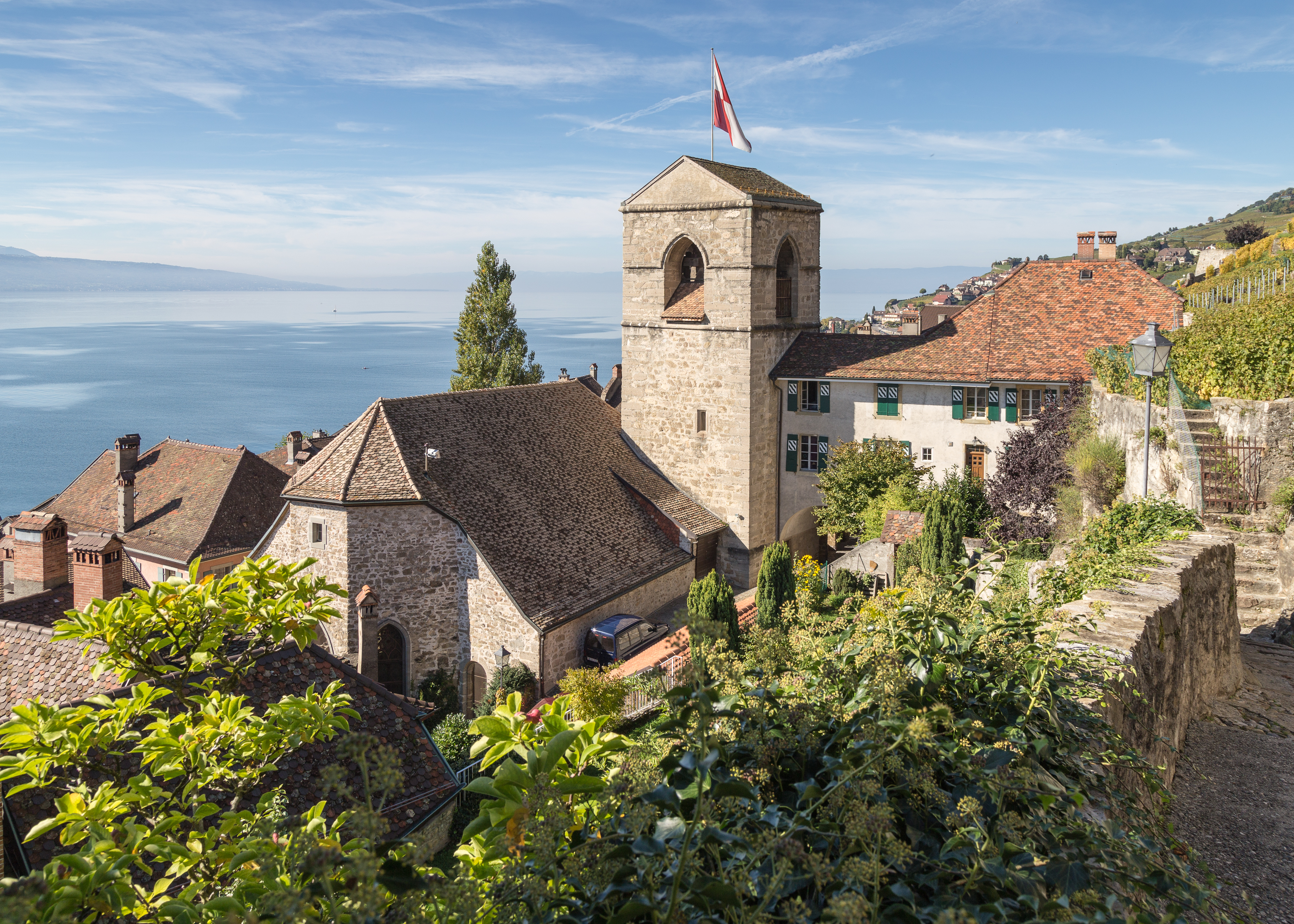
La chiesa di San Sinforiano

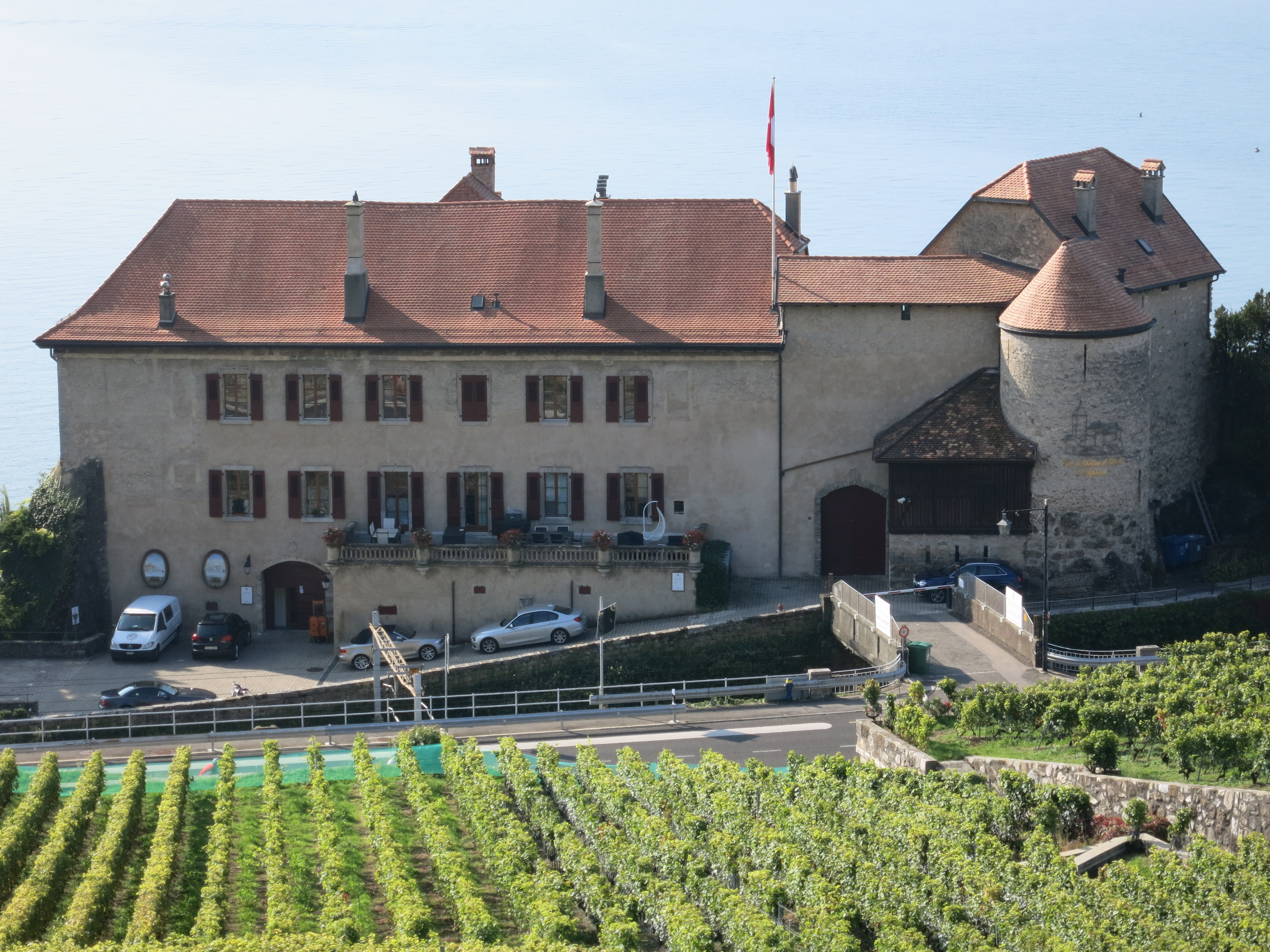
Il castello di Glérolles

- Chiesa riformata di San Sinforiano, attestata dall'VIII secolo e ricostruita nel 1520[1];
- Castello di Glérolles, attestato dal 1270[2].

## Società

### Evoluzione demografica
L'evoluzione demografica è riportata nella seguente tabella:
Abitanti censiti

## Infrastrutture e trasporti

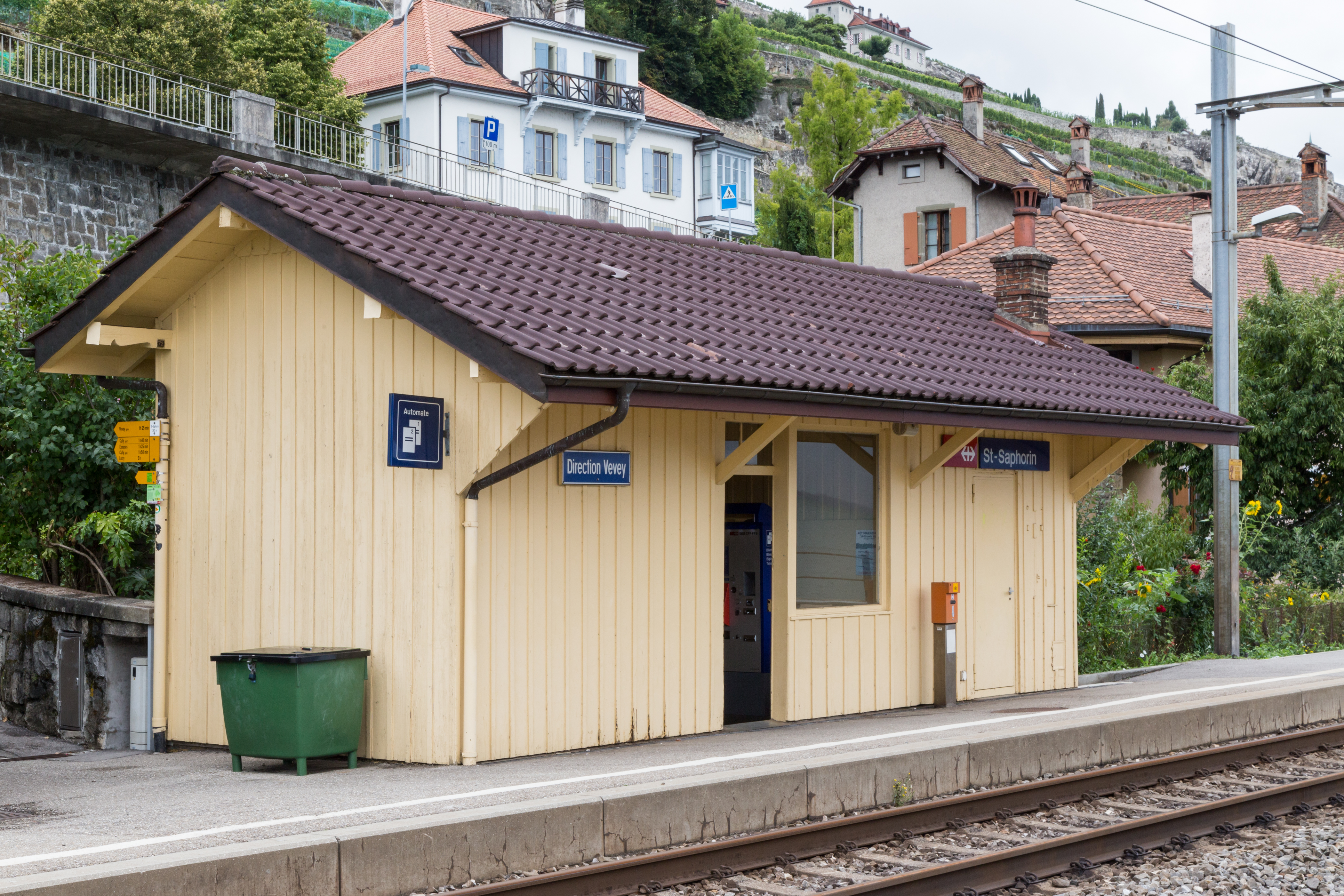
La stazione di Saint-Saphorin

Saint-Saphorin è servito dall'omonima stazione sulla ferrovia Losanna-Briga.

## Amministrazione
Ogni famiglia originaria del luogo fa parte del cosiddetto comune patriziale e ha la responsabilità della manutenzione di ogni bene ricadente all'interno dei confini del comune.